# Agenția Națională de Cadastru și Publicitate Imobiliară
Agenția Națională de Cadastru și Publicitate Imobiliară (ANCPI) este o organizație guvernamentală din România, cu personalitate juridică, aflată în subordinea Ministerul Dezvoltării, Lucrărilor Publice și Administrației (România).
A fost înființată în anul 2004 prin reorganizarea ONCGC (Oficiul Național de Cadastru, Geodezie și Cartografie) și preluarea activității de publicitate imobiliară de la Ministerul Justiției.
În subordinea ANCPI funcționează 42 de Oficii de Cadastru și Publicitate Imobiliară (OCPI) și Centrul Național de Cartografie, instituții publice cu personalitate juridică .

## Conducerea ANCPI
- Mihai Busuioc: martie 2006 - 12 iunie 2007
- Robert Iulian Tatu: 12 iunie 2007 - 22 ianuarie 2009[4]
- Mihai Busuioc: 23 ianuarie 2009 - 14 mai 2012
- Marius Arthur Ursu 17.mai 2012- 26.martie 2014
- Marcel Grigore 27 martie.2014- 23 iunie 2014
- Marius Arthur Ursu 24 iunie 2014-08 aprilie 2015
- Radu Codruț Ștefănescu 09 aprilie 2015- prezent